# Agencia de Obra Pública de la Junta de Andalucía
Ferrocarriles de la Junta de Andalucía (denominados inicialmente como Ferrocarriles Andaluces) fue una empresa pública ferroviaria de la Junta de Andalucía, adscrita a la Consejería de Obras Públicas y Transportes de la Junta de Andalucía. Tenía las funciones de gestor de infraestructuras y operador ferroviario.

## Historia
Ferrocarriles Andaluces  fue fundada en 2003 con la intención de fomentar el transporte público en ferrocarril en Andalucía, y gestionar las obras que se iban a ejecutar y la explotación de las nuevas líneas. De la empresa dependían dos líneas de ferrocarril interurbano con parámetros de alta velocidad, el Eje Ferroviario Transversal de Andalucía (construido junto al Ministerio de Fomento) y el Corredor ferroviario de la Costa del Sol. Además, Ferrocarriles de la Junta de Andalucía era el organismo gestor del los numerosos nuevos  ferrocarriles metropolitanos de la comunidad: el metro de Sevilla, el metro de Málaga, el metropolitano de Granada, el tranvía metropolitano de la Bahía de Cádiz, el tranvía de Jaén y el tranvía de Jerez. Creación en la Ley 2/2003, de 12 de mayo, de Ordenación de los Transportes Urbanos y Metropolitanos de Viajeros en Andalucía.
En junio de 2010 la entidad cambio su denominación por Agencia de Obra Pública de la Junta de Andalucía, en el proceso de reordenación del sector público andaluz de la Junta de Andalucía, extinguiéndose la empresa Gestión de Infraestructuras de Andalucía S.A. (GIASA), y subrogándose la Agencia en sus derechos y obligaciones.